# Cermenate
Cermenate é uma comuna italiana da região da Lombardia, província de Como, com cerca de 8.582 habitantes. Estende-se por uma área de 8 km², tendo uma densidade populacional de 1073 hab/km². Faz fronteira com Bregnano, Cadorago, Cantù, Carimate, Lazzate (MI), Lentate sul Seveso (MI), Vertemate con Minoprio.

## Demografia
| Variação demográfica do município entre 1861 e 2011                               |
|                                                                                   |
| Fonte: Istituto Nazionale di Statistica (ISTAT) - Elaboração gráfica da Wikipedia |